# カタルーニャ国立美術館

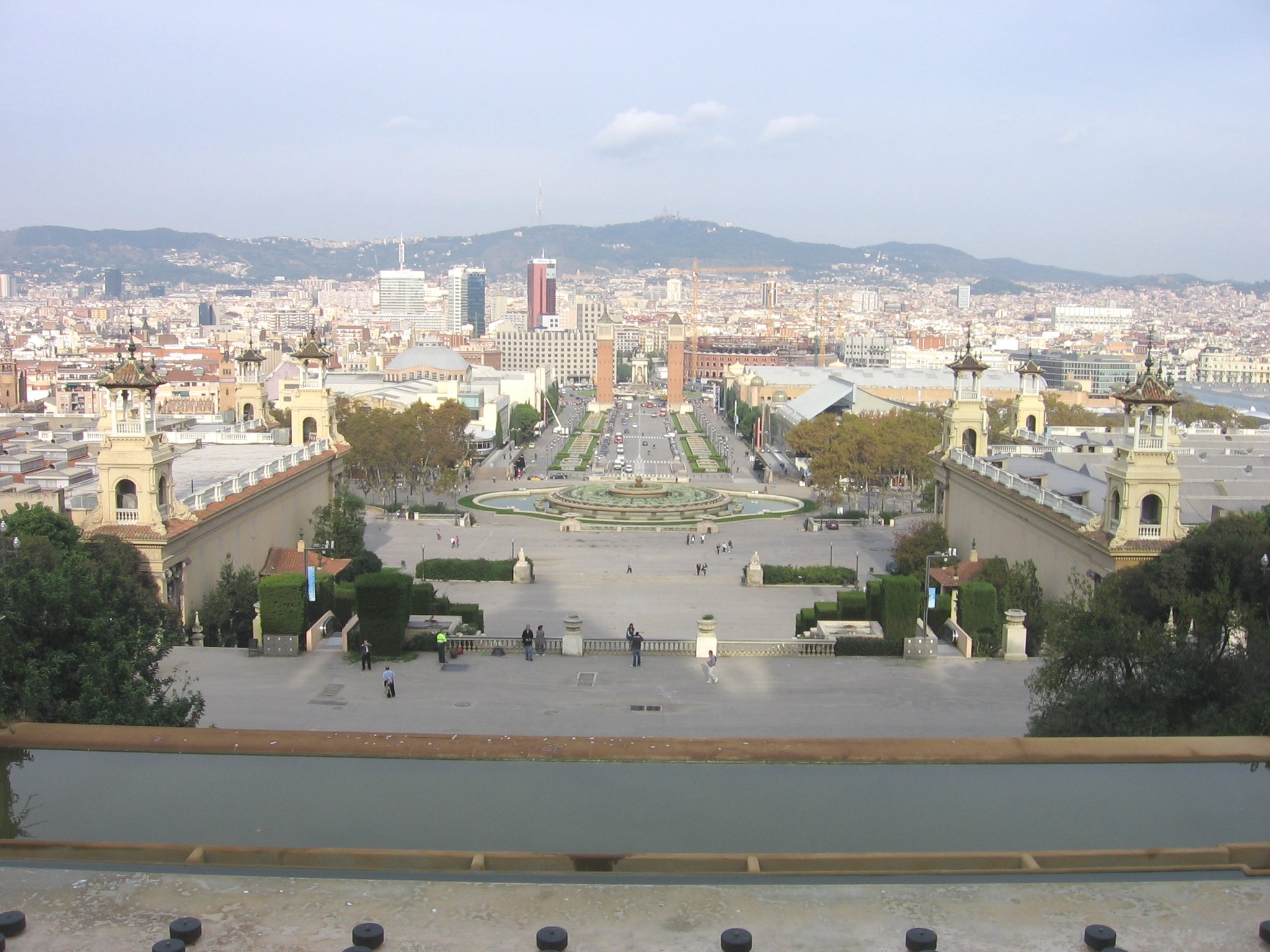
ムンジュイックの丘から見たスペイン広場。

カタルーニャ国立美術館（カタルーニャこくりつびじゅつかん、カタルーニャ語: Museu Nacional d'Art de Catalunya、スペイン語: Museo Nacional de Arte de Cataluña）は、スペインのバルセロナにある国立美術館。略称はMNAC。中世から20世紀までのカタルーニャ美術を中心としたコレクションで知られている。

## 歴史
1934年、ムンジュイックの丘の上にある国立宮殿（パラウ・ナシウナル、1929年のバルセロナ博覧会の政府館）内に旧カタルーニャ美術館（Museu d'Art de Catalunya）が設立された。1936年にはスペイン内戦の混乱を避けるため、コレクションは一時疎開、フランスのパリなどに送られた。第2次世界大戦後にカタルーニャ美術館が再オープンし、シウタデラ・アルセナルに旧近代美術館（Museu d'Art Modern）が開館した。
1990年、それまでのカタルーニャ美術館のロマネスク美術・ゴシック美術・バロック美術のコレクションと旧近代美術館の19世紀および20世紀美術のコレクション、このほか素描・版画・コイン・メダルのコレクションなどを統合し、美術史図書館も含めた、スペイン国立の美術館とすることが決定した。同時に、オルセー美術館改修などで知られる建築家ガエ・アウレンティらの設計による大規模改修工事も開始された。1992年にはバルセロナオリンピックに合わせて大ドーム部分がオープンした。1996年には写真のコレクションも追加された。改修はその後も続けられ、2004年に美術館の建物の修復および全てのコレクションの移転が終了、12月16日に再オープンし、式典にはスペイン国王夫妻が出席した。

## 収蔵品
ロマネスク美術・ゴシック美術・近代美術についてはカタルーニャの美術を中心に展示している。ロマネスク美術にはカタルーニャ地方およびアンドラ公国のロマネスク教会にあった壁画群を移設したものがある。ルネサンス美術およびバロック美術のセクションには、主にスペインやイタリア、フランドル絵画のコレクションがある。マドリードのティッセン・ボルネミッサ美術館の所蔵品も一部展示されている。

### 主要作品
- フラ・アンジェリコ『謙譲の聖母』 (1433年-1435年)
- ティツィアーノ・ヴェチェッリオ『シャッラの聖母』（1540年）
- パオロ・ヴェロネーゼ『受胎告知』（1580年頃）
- エル・グレコ『十字架を担うキリスト』（1590-1595年）
- ピーテル・パウル・ルーベンス『聖母子と聖エリサベト、洗礼者ヨハネ』（1615年頃）
- フランシスコ・デ・スルバラン『無原罪の御宿り』（1632年）
- マッシモ・スタンツィオーネ 『聖アグネス』 (1635-1640年頃)
- フランシスコ・デ・スルバラン『聖フランチェスコ』（1640年頃）

## ギャラリー
ティッセン＝ボルネミッサ美術館の寄託作品

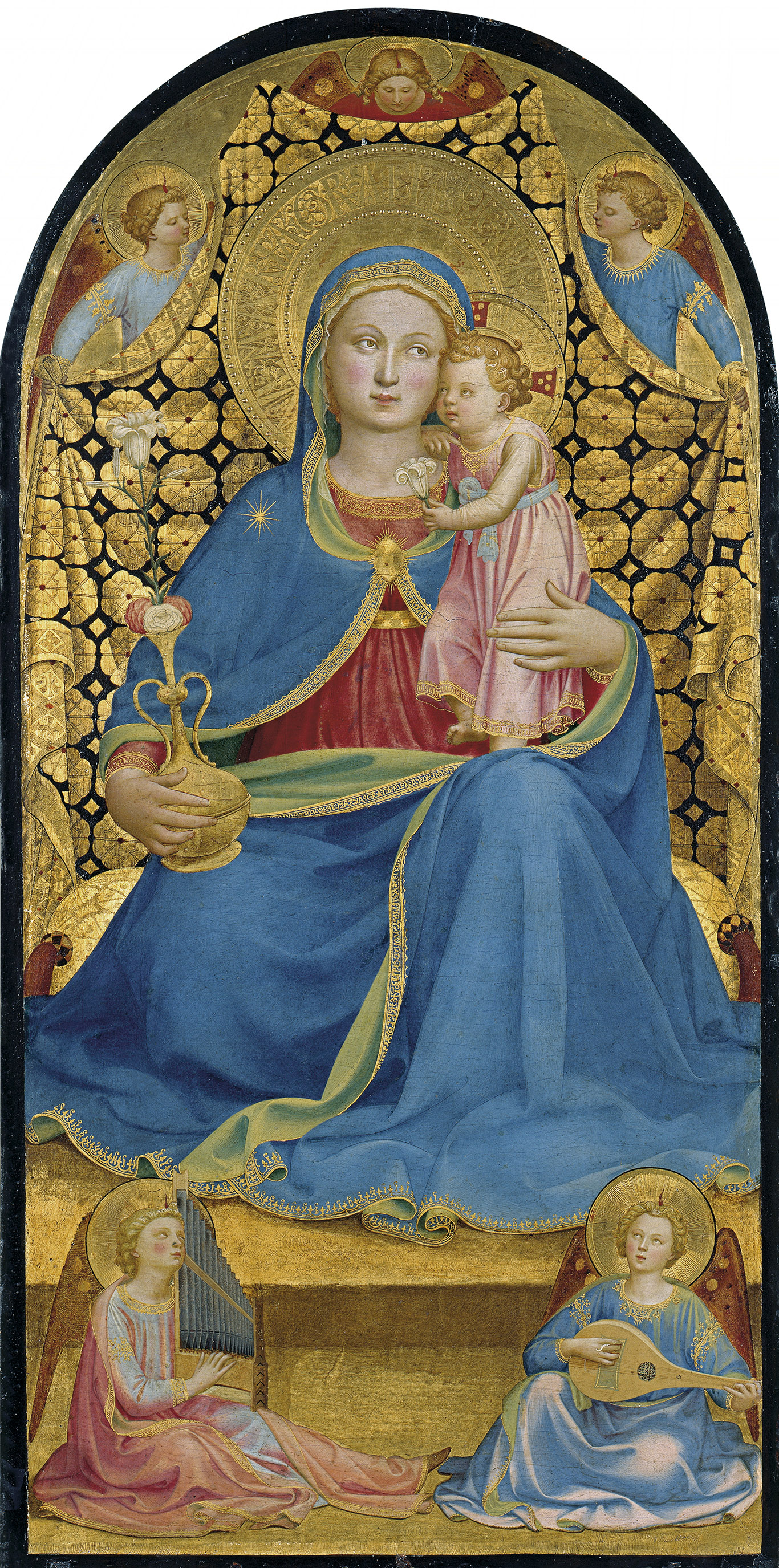
フラ・アンジェリコ『謙譲の聖母』
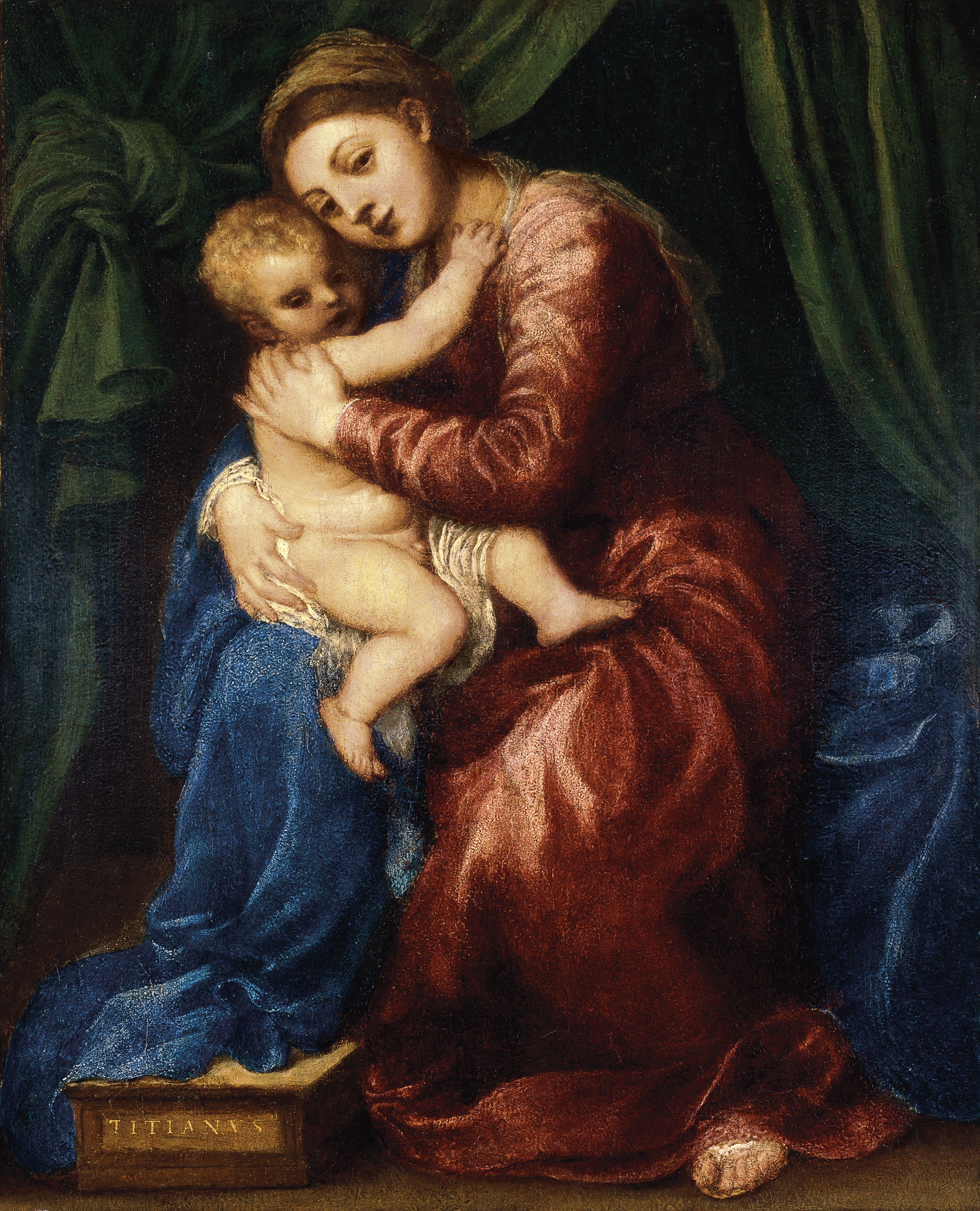
ティツィアーノ・ヴェチェッリオ『シャッラの聖母』
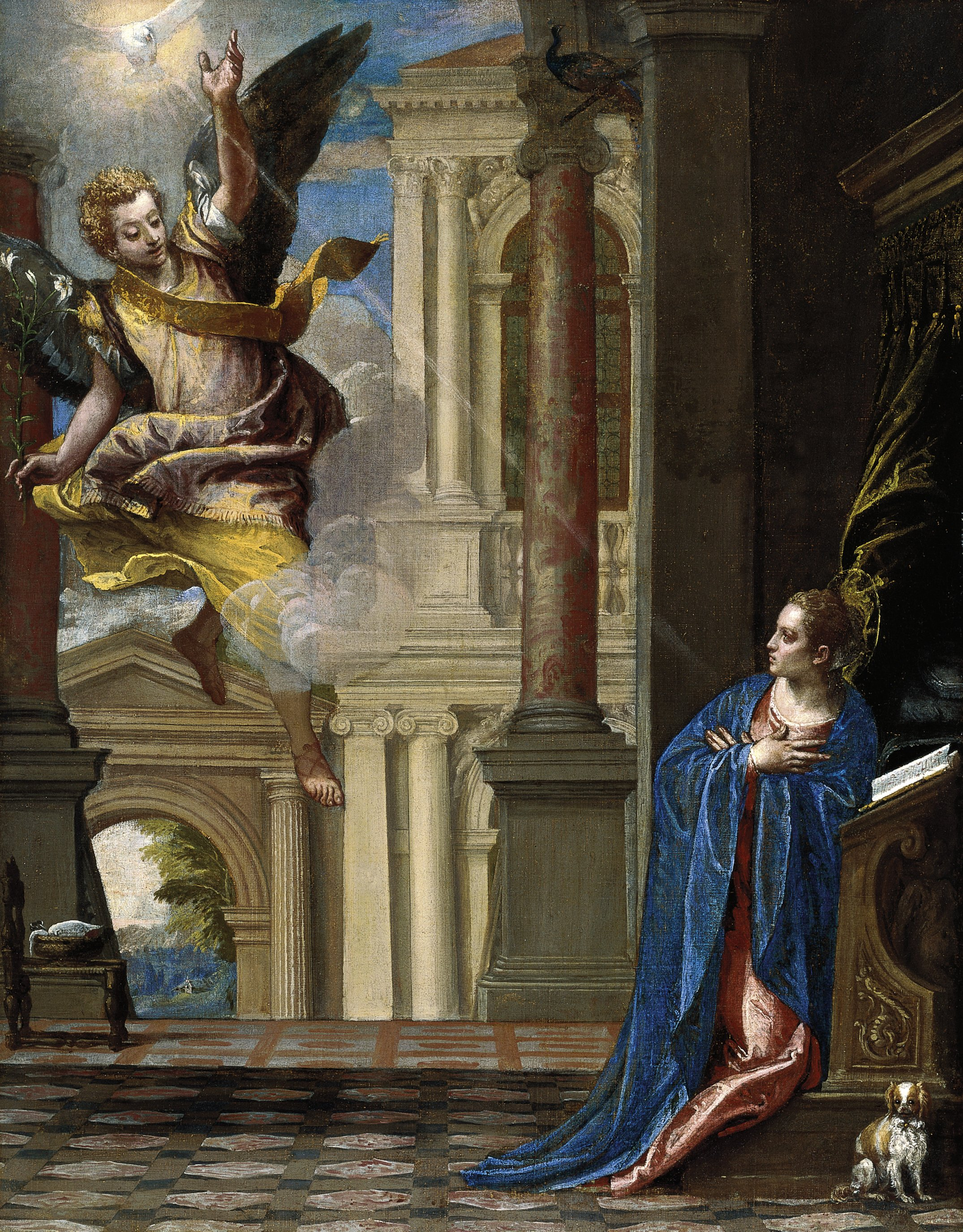
パオロ・ヴェロネーゼ『受胎告知』
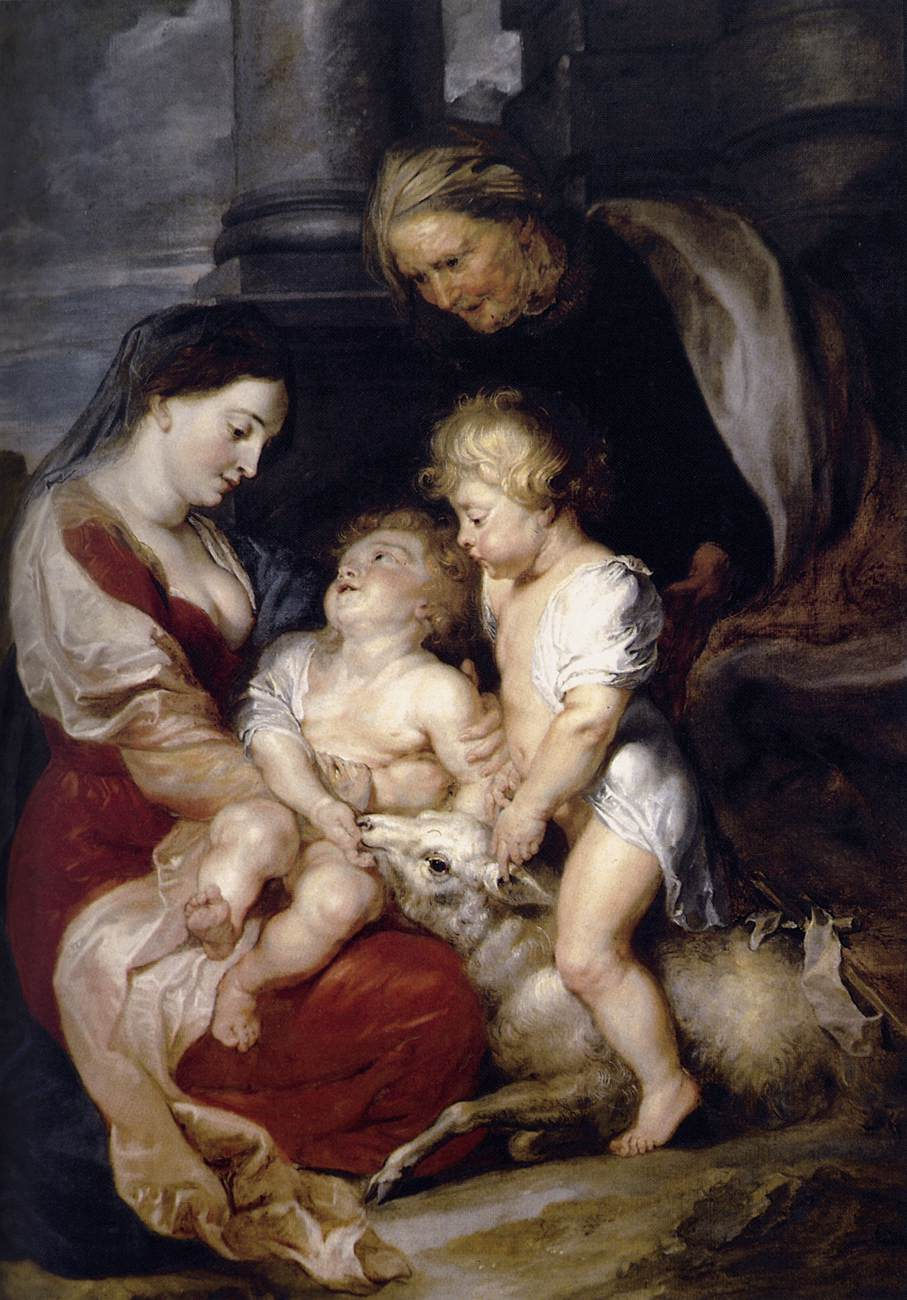
ピーテル・パウル・ルーベンス『聖母子と聖エリサベト、洗礼者ヨハネ』
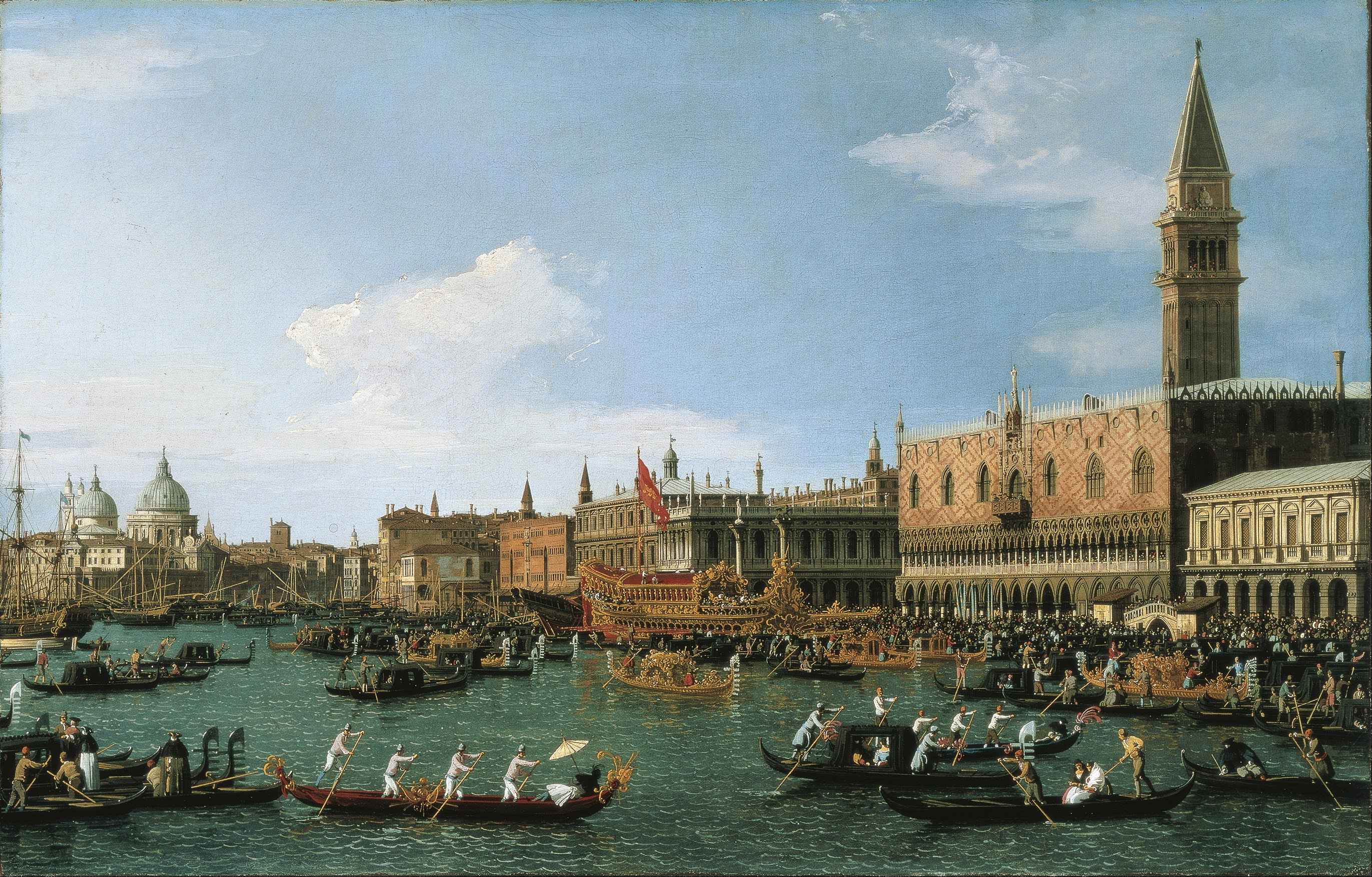
カナレット『ブチェンタウロ』

## 分館
カタルーニャ美術館には3つの分館がある。
- ビクト・バラゲ図書館（Biblioteca Museu Víctor Balaguer）
- カウ・フェラット美術館（Museu Cau Ferrat）
- ガロッチャ地方美術館（Museu Comarcal de la Garrotxa）